# (32332) 2000 QV69
2000 كيو في 69 (ويعرف أيضًا باسم (32332) 2000 كيو في 69 وفق تسمية الكوكب الصغير) (بالإنجليزية: 2000 QV69)‏ هو كويكب ضمن حزام الكويكبات؛ وترتيبه 32332 من حيث الاكتشاف.
اكتُشف هذا الجُرم الفلكي بواسطة سبيس واتش في 30 أغسطس 2000.

## وصلات خارجية
- (32332) 2000 QV69 في قاعدة بيانات مختبر الدفع النفاث لأجرام النظام الشمسي الصغيرة

- الاكتشاف · مخطط المدار ·  العناصر المدارية · المعلمات المادية

- (32332) 2000 QV69 على موقع ويكي سكاي: DSS2, SDSS, GALEX, IRAS, Hydrogen α, X-Ray, Astrophoto, Sky Map, Articles and images